# 丰特利亚斯
丰特利亚斯（西班牙語：Fontellas）是西班牙纳瓦拉的一个市镇。总面积22平方公里，总人口782人（2001年），人口密度36人/平方公里。